# 康沃爾雅格芝士
康沃爾雅格芝士（Cornish Yarg）產自英國的康沃爾郡。雅格芝士由一位名為加里（Gary）的芝士生產者根據老配方更良而成，因此這種芝士被命名為Yarg，其为Gary的反向拼写。雅格芝士的外層由異株蕁麻的葉子製成，所以雅格芝士帶有植物性的香草味。